# Demet Sağıroğlu
Demet Sağıroğlu (* 5. Dezember 1966 in Erzurum) ist eine türkische Popmusikerin.

## Karriere
Im Jahr 1989 nahm sie gemeinsam mit Kayahan und Mirkelam an der türkischen Vorentscheidung zum Eurovision Song Contest 1989, mit dem Song Ve Melankoli, teil. Ein Jahr später gewannen beide Sänger den Vorentscheid und traten anschließend beim Eurovision Song Contest 1990 mit dem Song Gözlerinin Hapsindeyim an, wo sie den 17. Platz erreichten. Sağıroğlu begleitete Kayahan hierbei als Background-Sängerin.
Ihre Solo-Karriere begann im Jahr 1994 mit der Veröffentlichung des Debüt-Albums Kınalı Bebek. Die Single Arnavut Kaldırımı wurde zu einer der erfolgreichsten türkischen Aufnahmen der 1990er Jahre. Seitdem hat sie mehrere Alben auf den Markt gebracht und in den letzten Jahren vereinzelt auch Singles.

## Diskografie

### Alben
- 1994: Kınalı Bebek
- 1996: Şikayetim Var
- 1998: Sımsıcak
- 2000: Papatya Falları
- 2004: Korkum Yok
- 2012: Hiç Özlemedin Mi?

### Singles
| - 1989: Ve Melankoli (mit Kayahan, Mirkelam & İskender Paydaş) - 1990: Gözlerinin Hapsindeyim (mit Kayahan – ESC Beitrag der Türkei) - 1994: Arnavut Kaldırımı - 1994: Kınalı Bebek - 1995: Biçare - 1995: Gönlünce Yaşa - 1995: Hazan Mevsimi - 1995: Yangın Var - 1996: Şikayetim Var - 1996: Aşk Perisi - 1996: İhanet Ettin - 1998: Allah Görür - 1998: Yarın Olmaz - 1998: Ukte - 1998: Bir Vurgun Bu Sevda - 1999: Annem - 2000: Papatya Falları - 2000: Savruldum - 2000: Sus Söyleme - 2000: Bir Dünya Doğuyor - 2001: Bu Gece - 2004: Korkum Yok - 2004: Tabu | - 2008: Dünya Dönüyor (Atlı Karınca) - 2009: Silkelen! - 2009: Gittiğim Yol - 2009: Adını Sen Koy - 2011: Sır - 2012: Hiç Özlemedin Mi Beni? - 2013: Aşk Kahveleri (mit Kaan Altınova) - 2014: Bir Kediye Yumul - 2014: Baharat Yollarında - 2014: Nar Tanem - 2018: Açık Çay - 2018: Sen Şimdi Aşk Diyeceksin - 2018: Pişmanlıklarımı Yazacağım (mit Nino Varon) - 2019: Yeter (mit Erol Evgin) - 2020: Sen Giderken - 2020: Yaşadım Saydın Mı? - 2020: Beni Yavaş Yavaş Öldürme (mit Murat Uysalefe) - 2023: Sokul Bana - 2024: Resmen Haksızlık - 2024: Aşktan Bir Fazla - 2024: Seni Seviyorum (mit Cenk Erdoğan) |

### Gastauftritte
- 1991: Yemin Ettim (von Kayahan – Hintergrundstimme)
- 1991: Neden Olmasın (von Kayahan – Hintergrundstimme)
- 1993: Elmanın Yarısı (von Kayahan – Hintergrundstimme)
- 1993: Sarı Şekerim (von Kayahan – Hintergrundstimme)
- 1993: Gururum (von Erdal Çelik – Hintergrundstimme)
- 1993: Biletini Kestim Senin (von Erdal Çelik – Hintergrundstimme)
- 1993: Biterse Bitsin (von Erdal Çelik – Hintergrundstimme)
- 1995: Hazırdım Baştan Çıkmaya (von Sibel Sezal – Hintergrundstimme)
- 1998: Vatan Borcu (von Serdar Ortaç – Hintergrundstimme)
- 2004: Sen (von Melih Görgün – Hintergrundstimme)

## Auszeichnungen
- 1995: Kral Türkiye Müzik Award in der Kategorie Bestes Musikvideo (für Arnavut Kaldırımı)